# Santo Estêvão das Galés
Santo Estêvão das Galés é uma povoação portuguesa do Município de Mafra que foi sede da extinta Freguesia de Santo Estêvão das Galés, freguesia que tinha 17,79 km² de área e 1 709 habitantes (2011), e, por isso, uma densidade populacional de 96,1 hab/km².
A Freguesia de Santo Estêvão das Galés foi extinta (agregada) pela reorganização administrativa de 2012/2013, tendo o seu território sido agregado ao da Freguesia de Venda do Pinheiro para criara a União das Freguesias de Venda do Pinheiro e Santo Estêvão das Galés.
Até 1886, fez parte do extinto concelho de Olivais, senda então integrada no concelho (atual município) de Mafra.

## População
| População da freguesia de Santo Estêvão das Galés | População da freguesia de Santo Estêvão das Galés | População da freguesia de Santo Estêvão das Galés | População da freguesia de Santo Estêvão das Galés | População da freguesia de Santo Estêvão das Galés | População da freguesia de Santo Estêvão das Galés | População da freguesia de Santo Estêvão das Galés | População da freguesia de Santo Estêvão das Galés | População da freguesia de Santo Estêvão das Galés | População da freguesia de Santo Estêvão das Galés | População da freguesia de Santo Estêvão das Galés | População da freguesia de Santo Estêvão das Galés | População da freguesia de Santo Estêvão das Galés | População da freguesia de Santo Estêvão das Galés | População da freguesia de Santo Estêvão das Galés |
| ------------------------------------------------- | ------------------------------------------------- | ------------------------------------------------- | ------------------------------------------------- | ------------------------------------------------- | ------------------------------------------------- | ------------------------------------------------- | ------------------------------------------------- | ------------------------------------------------- | ------------------------------------------------- | ------------------------------------------------- | ------------------------------------------------- | ------------------------------------------------- | ------------------------------------------------- | ------------------------------------------------- |
| 1864                                              | 1878                                              | 1890                                              | 1900                                              | 1911                                              | 1920                                              | 1930                                              | 1940                                              | 1950                                              | 1960                                              | 1970                                              | 1981                                              | 1991                                              | 2001                                              | 2011                                              |
| 1 386                                             | 1 365                                             | 1 372                                             | 1 498                                             | 1 549                                             | 1 427                                             | 1 471                                             | 1 456                                             | 1 375                                             | 1 220                                             | 1 183                                             | 1 336                                             | 1 462                                             | 1 620                                             | 1 709                                             |

## Símbolos heráldicos da freguesia

### Ordenação heráldica do brasão, bandeira e selo
Brasão: escudo de azul, torre de igreja de prata lavrada de negro, aberta do campo, com sino de ouro badalado de prata, contida em grinalda de dez espigas de trigo de ouro, sustidas e folhadas do mesmo; sotopostas à torre, três pedras de prata, lavradas de negro. Coroa mural de prata de três torres. Listel branco, com a legenda a negro: “SANTO ESTÊVÃO das GALÉS”.
Bandeira: branca. Cordão e borlas de prata e azul. Haste e lança de ouro.
Selo: nos termos da Lei, com a legenda: “Junta de Freguesia de Santo Estêvão das Galés – Mafra”.
Parecer emitido pela Comissão de Heráldica da Associação dos Arqueólogos Portugueses a 7 de Outubro de 2002, nos termos da Lei n.º 53/91, de 7 de Agosto.
Estabelecidos, sob proposta da Junta de Freguesia, em sessão da Assembleia de Freguesia de 14 de Dezembro de 2002.
Publicados no Diário da República, III Série, nº 14, de 17 de Janeiro de 2003.
Registados na Direcção-Geral das Autarquias Locais com o nº 80/2003, de 25 de Fevereiro de 2003.

### Justificação dos símbolos
- Torre de igreja. Representa o património cultural e edificado da freguesia, no qual se destaca a Igreja Paroquial.
- Três pedras. Representam o orago e topónimo da freguesia, “Santo Estêvão”.
- Grinalda de dez espigas de trigo. Representam a agricultura, actividade primordial da população desta freguesia que, apesar da aridez dos solos, tem encontrado formas de cultivar os bens necessários.

## Actividades económicas
Actividades essencialmente no sector primário(criação de gado, produção de queijo e na sua grande maioria a produção agrícola).

## Localidades
A antiga freguesia englobava, para além da localidade de Santo Estêvão Das Galés, também as aldeias de Alto da Urzeira, Avessada, Bocal, Carcavelos, Casal do Cuco, Casal Sequeiro, Choutaria, Galés, Godinheira, Monfirre, Montemuro, Portela, Quintas, Rogel, Santa Eulália, Vale de Uge, Vale do Inferno e Pedroso.

## Actividades desportivas e culturais
No território da antiga freguesia existem várias associações desportivas e culturais que nasceram da vontade do povo de se expressar, quer através do desporto quer através de outras formas recreativas, entre elas: Clube Desportivo e Recreativo de Montemuro, Clube Recreativo do Rogel, Associação Cultural e Desportiva do Bocal, Grupo de Danças e Cantares de Santo Estêvão das Galés e o Rancho Folclórico "As Florinhas de Monfirre".

## Manifestações Populares/Festividades
As manifestações populares da antiga freguesia são essencialmente as festividades anuais que se realizam nos seus lugares mais populosos. Essas festividades acontecem essencialmente no Verão. Para além dessas festividades são ainda de realçar as festividades religiosas que, anualmente têm o seu ponto alto, na Festa dos Merendeiros de Santo Estêvão. Esta festa consiste na distribuição de pães ázimos à população , símbolo do padroeiro da antiga freguesia, após a Eucaristia evocativa do Santo. Esta festa realiza-se a 26 de Dezembro (Festa litúrgica de Santo Estêvão).
Destaca-se ainda a Festa de São João na localidade de Santa Eulália, em que a população pede aos seus padroeiros locais(São João Baptista e Santa Eulália) a protecção para os seus animais.
Na localidade de Montemuro realiza-se também uma festa em honra de São João de Brito. Em Monfirre a festividade é em honra de Santo António.
Contudo, as festividades mais importantes da antiga freguesia não são as atrás referidas, mas sim os círios que a visitam periodicamente.
São eles o Círio da Prata Grande, em honra de Nossa Senhora da Nazaré e o Círio dos Saloios, em honra de Nossa Senhora do Cabo Espichel. Sendo que esta freguesia é uma das escassas freguesias que integra ambos os giros.